# ماك ميني

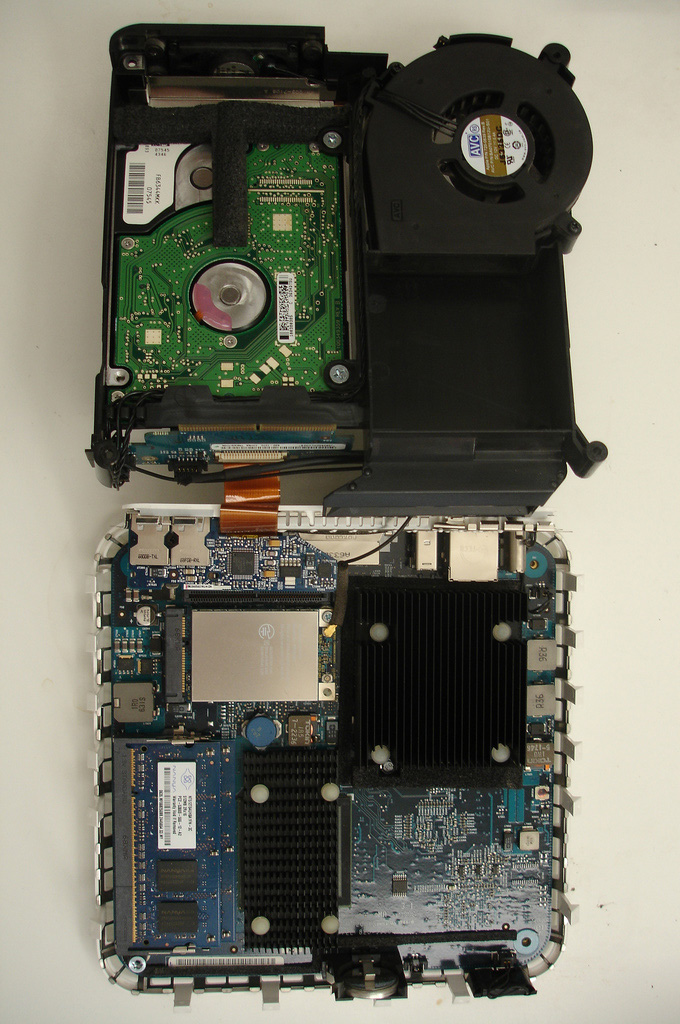
أبل ماك ميني (إصدار 2007) من الداخل

ماك ميني (بالإنجليزية: Mac Mini)‏: هو حاسوب شخصي يصنع من قبل شركة أبل يتميز بحجمه الصغير. وهو يشبه تصميم الحواسب الشخصية السابقة (Mini-ITX). وهو ذو حجم صغير مقارنة بأحجام الحواسيب الشخصية المعهودة: 16,2 سم² وبسماكة 5,1 سم. ويزن 1,31 كغ، ولكن مزود الطاقة يشكل تقريبًا ثلث حجم الحاسوب.
تم الإعلان عن الماك ميني يناير 2005 في مؤتمر ومعرض عالم ماك (بالإنجليزية: Macworld Conference & Expo)‏ ولقد تم تحديثه بمعالجاتٍ حديثهٍ وتوسّعات عديدة منذ ذلك الحين، ولقد تم الإعلان عنه مع الآيبود شفل من قبل ستيف جوبز، والماك ميني والآيبود شفل تعتبر بدائل متاحة أكثر من الأجهزة الأخرى لأنها أقل تكلفة، ووصفت من قِبل ستيف جوبز «ماك في متناول اليد أكثر من أي وقت مضى»
في الثالث من مارس 2009، بعد 19 شهر من التحديث الذي قبله، قامت أبل بتحديث الماك ميني، ويضم كرت رسومات إنفيديا، ومنافذ الشاشة الجديدة وتسمى (بالإنجليزية: Mini DisplayPort)‏ كما هو موضح في الوصلة Mini DisplayPort
حيث أنها أصبحت قياسية في جميع أجهزة ماك الحالية. مع أن لها ملحقات ووحدات إدخال وإخراج جديدة، إلا أن لها نفس المعالج. ومع كرت الرسومات الجديد سمح للجهاز بتحمل تطبيقات تستخدم الرسومات بشكل مكثف لم تقم الأجهزة السابقة بتشغيلها. وقامت أبل بتصدير الجهاز مع معالجات إنتل كور 2 ديوو بسرعة 2.0 جيجاهيرتز بشكل قياسي وتستطيع زيادتها إلى 2.26 جيجاهيرتز وذاكرة الوصول العشوائي 1 جيجابايت بشكل قياسي و2 جيجابايت مع الإصدار الأعلى، مع القدرة على زيادتها إلى 4 جيجابايت، تم تطوير الشبكة اللاسلكية إلى 802.11n ويوجد بالجهاز 5 مداخل ناقل متسلسل عام وتم تبديل وصلة السلك الناري من نوع 400 إلى 800.

## نظرةٌ عامةٌ
اعتباراً من 28 أغسطس 2009، ماك ميني يباع مع نظام تشغيل ماك أو إس سنو ليوبارد (فهد الثلج) 10.6 (بالإنجليزية: Mac OS X Snow Leopard)‏، وكالعادة سيكون محمل بحزمة آيلايف والمتصفح سفاري، وإصدار تجريبي لحزمة البرامج المكتبية من أبل آيورك. ماك ميني القائم على معالجات إنتل يأتي مع برنامج فرونت رو وهو برنامج يستخدم مع جهاز التحكم عن بعد من أبل ويقوم بإدارة وسائل الإعلام.
ماك ميني هو أول حاسوب مكتبي من أبل لا يأتي معه فأرة ولوحة مفاتيح. الماك ميني موجه للزبائن المبتدئين الذين يريدون التحويل إلى نظام ماكنتوش ولديهم شاشة حاسوب وفأرة ولوحة مفاتيح.
| /                                    | باور بي سي | باور بي سي | إنتل كور | إنتل كور | إنتل كور 2 ديوو | إنتل كور 2 ديوو | إنتل كور 2 ديوو |
| ------------------------------------ | --- | --- | --- | --- | --- | --- | --- |
| إصدارات                              | ماك ميني الأصلي | ماك ميني إصدار نهاية 2005                                                                                              | ماك ميني إصدار بداية 2006                                                                                              | ماك ميني إصدار نهاية 2006                                                                                              | ماك ميني إصدار منتصف 2007                                                                                              | ماك ميني إصدار بداية 2009 | ماك ميني إصدار نهاية 2009 مكتبي خادم |
| بطاقة عرض مرئي                       | إىه تي آي راديون 9200 بسعة ذاكرة 32 ميجابايت                                                                          | إىه تي آي راديون 9200 بسعة ذاكرة 32 أو 64 ميجابايت                                                                     | إنتل جي إم أي 950 بسعة ذاكرة 64 ميجابايت مشتركة مع الذاكرة الرئيسية.                                                   | إنتل جي إم أي 950 بسعة ذاكرة 64 ميجابايت مشتركة مع الذاكرة الرئيسية.                                                   | إنتل جي إم أي 950 بسعة ذاكرة 64 ميجابايت مشتركة مع الذاكرة الرئيسية.                                                   | إنفيديا جي فورس9400 بذاكرة 128 أو 256 ميجابايت مشتركة مع الذاكرة الرئيسية.                                                                    | إنفيديا جي فورس9400 بذاكرة 256 ميجابايت مشتركة مع الذاكرة الرئيسية. |
| قرص صلب                              | 40 أو 80 جيجابايت بسرعة دوران 4200 دورة بالدقيقة.                                                                     | 40 أو 80 جيجابايت بسرعة دوران 5400 دورة بالدقيقة.                                                                      | 60 أو 80 أو 100 أو 120 جيجابايت ساتا بسرعة دوران 5400 دورة بالدقيقة.                                                   | 60 أو 80 أو 100 أو 120 أو 160 جيجابايت ساتا بسرعة دوران 5400 دورة بالدقيقة.                                            | 80 أو 120 أو 160 جيجابايت ساتا بسرعة دوران 5400 دورة بالدقيقة.                                                         | 120 أو 250 أو 320 جيجابايت ساتا بسرعة دوران 5400 دورة بالدقيقة.                                                                               | 120 أو 320 جيجابايت ساتا، اختياري 500 أو 2x500 جيجابايت ساتا. |
| وحدة المعالجة المركزية               | 1.25 أو 1.42 جيجاهيرتز بمعالجات باور بي سي جي 4                                                                       | 1.33 أو 1.50 جيجاهيرتز بمعالجات باور بي سي جي 4                                                                        | 1.5 جيجاهرتز إنتل كور سولو أو 1.جيجاهرتز إنتل كور ديو                                                                  | إنتل كور ديو 1.66 أو 1.68 جيجاهرتز                                                                                     | إنتل كور 2 ديو بسرعة معالجة 1.83 أو 2.0 جيجاهرتز                                                                       | إنتل كور 2 ديو بسرعة معالجة 2.0 أو 2.26 جيجاهرتز                                                                                              | إنتل كور 2 ديو بسرعة معالجة 2.26 أو 2.53 جيجاهرتز، اختياري 2.66 جيجاهرتز |
| الشبكة اللاسلكية                     | اختياري أو مدمج من نوع آي إي إي إي 802.11                                                                             | اختياري أو مدمج من نوع آي إي إي إي 802.11                                                                              | مدمج من نوع آي إي إي إي 802.11                                                                                         | مدمج من نوع آي إي إي إي 802.11                                                                                         | مدمج من نوع آي إي إي إي 802.11                                                                                         | مدمج من نوع آي إي إي إي 802.11 | مدمج من نوع 802.11a/b/g/n |
| ذاكرة الوصول العشوائي                | 512 ميجابايت أو 1 جيجابايت ذاكرة DDR1 بسرعة نقل 333 ميجاهيرتز                                                         | 512 ميجابايت أو 1 جيجابايت ذاكرة DDR1 بسرعة نقل 333 ميجاهيرتز                                                          | 512 ميجابايت أو 1 جيجابايت ذاكرة DDR2 بسرعة نقل 667 ميجاهيرتز                                                          | 512 ميجابايت أو 1 جيجابايت ذاكرة DDR2 بسرعة نقل 667 ميجاهيرتز                                                          | 1 أو 2 جيجابايت ذاكرة DDR2 بسرعة نقل 667 ميجاهيرتز                                                                     | 1 أو 2 أو 4 جيجابايت ذاكرة DDR3 بسرعة نقل 1066 ميجاهيرتز                                                                                      | 1 أو 2 أو 4 جيجابايت ذاكرة DDR3 بسرعة نقل 1066 ميجاهيرتز |
| سواقة قرص مدمج                       | قارئ دي في دي، قارئ / حارق سي دي، طريقة الإدخال بالشفط، قارئ / حارق دي في دي، قارئ / حارق سي دي، طريقة الإدخال بالشفط | قارئ دي في دي، قارئ / حارق سي دي طريقة الإدخال بالشفط، أو قارئ / حارق دي في دي، قارئ / حارق سي دي طريقة الإدخال بالشفط | قارئ دي في دي، قارئ / حارق سي دي طريقة الإدخال بالشفط، أو قارئ / حارق دي في دي، قارئ / حارق سي دي طريقة الإدخال بالشفط | قارئ دي في دي، قارئ / حارق سي دي طريقة الإدخال بالشفط، أو قارئ / حارق دي في دي، قارئ / حارق سي دي طريقة الإدخال بالشفط | قارئ دي في دي، قارئ / حارق سي دي طريقة الإدخال بالشفط، أو قارئ / حارق دي في دي، قارئ / حارق سي دي طريقة الإدخال بالشفط | قارئ دي في دي، قارئ / حارق سي دي طريقة الإدخال بالشفط، أو قارئ / حارق دي في دي، قارئ / حارق سي دي طريقة الإدخال بالشفط                        | قارئ / حارق دي في دي، قارئ / حارق سي دي، طريقة الإدخال بالشفط |
| الحد الأدنى من نظام التشغيل المطلوبة | ماك أو أس عشرة بانثر 10.3 (بالإنجليزية: Mac OS X version 10.3 Panther)‏                                                | ماك أو إس عشرة تايجر 10.4 (بالإنجليزية: Mac OS X Tiger 10.4)‏                                                           | ماك أو إس عشرة تايجر 10.4 (بالإنجليزية: Mac OS X Tiger 10.4)‏                                                           | ماك أو إس عشرة تايجر 10.4 (بالإنجليزية: Mac OS X Tiger 10.4)‏                                                           | ماك أو إس عشرة تايجر 10.4 (بالإنجليزية: Mac OS X Tiger 10.4)‏                                                           | ماك أو إس عشرة ليوبارد (الفهد) (بالإنجليزية: Mac OS X Leopard)‏ أو ماك أو إس عشرة سنو ليوبارد (فهد الثلج) (بالإنجليزية: Mac OS X Snow Leopard)‏ | ماك أو إس عشرة سنو ليوبارد (فهد الثلج) (بالإنجليزية: Mac OS X Snow Leopard)‏ أو ماك أو إس عشرة سنو ليوبارد سيرفر (فهد الثلج الخادم) (بالإنجليزية: Mac OS X Snow Leopard Server)‏ |
| الوزن                                | 1.32 كيلوغرام | 1.32 كيلوغرام | 1.32 كيلوغرام | 1.32 كيلوغرام | 1.32 كيلوغرام | 1.32 كيلوغرام | 1.32 كيلوغرام |
| الأبعاد                              | 50.8 * 165.1 * 165.1 مليمتر                                                                                           | 50.8 * 165.1 * 165.1 مليمتر                                                                                            | 50.8 * 165.1 * 165.1 مليمتر                                                                                            | 50.8 * 165.1 * 165.1 مليمتر                                                                                            | 50.8 * 165.1 * 165.1 مليمتر                                                                                            | 50.8 * 165.1 * 165.1 مليمتر | 50.8 * 165.1 * 165.1 مليمتر |

من يناير 2005 إلى يوليو 2005
- معالج باور بي سي جي 4 بسرعة 1.25، 256 ميجابايت رام و40 جيجابايت قرص صلب بسعر 499 دولار أمريكي
- معالج باور بي سي جي 4 بسرعة 1.42، 256 ميجابايت رام و80 جيجابايت قرص صلب بسعر 599 دولار أمريكي

كل نموذج يحتوي على:
- قارئ/حارق سي دي، قارئ دي في دي
- إىه تي آي راديون 9200 بسعة ذاكرة 32 ميجابايت مدمج بمنظومة عرض مرئي وواجهة رقمية مرئية
- إثنين ناقل متسلسل عام وواحد سلك ناري
- مدخل إيثرنت ومودم
- سماعاتٌ مدمجةٌ ومدخل لسماعات الرأس ومدخل أخر للاقط الصوت

اختياري حسب الطلب:
- قارئ/حارق سي دي، قارئ/حارق دي في دي
- ذاكرة تصل إلى 1 جيجابايت
- مخرج للصورة إلى التلفاز
- بطاقات توسعة للبلوتوث والواي فاي

### منيوليو2005إلىأكتوبر2005
في 26 يوليو 2005، تمت عدة تغييرات من أهمها زيادة الذاكرة إلى 512 ضعف الإصدارات السابقة التي كانت 256 ميجابايت.
- معالج باور بي سي جي 4 بسرعة 1.25، 256 ميجابايت رام و40 جيجابايت قرص صلب بسعر 499 دولار أمريكي
- معالج باور بي سي جي 4 بسرعة 1.42، 256 ميجابايت رام و80 جيجابايت قرص صلب بسعر 599 دولار أمريكي

في إصدار معالج باور بي سي جي 4 بسرعة 1.42 تم إزالة المودم كتجهيز أساسي، ولكن يمكن طلبه كتجهيز اختياري.
- يمكن شراء نسخة معالج باور بي سي جي 4 بسرعة 1.42 قارئ/حارق سي دي، قارئ/حارق دي في دي بقدرة إعادة الكتابة على القرص.

من أكتوبر 2005 إلى فبراير 2005
- تم زيادة بطاقة عرض مرئي إلى 64 ميجابايت
- معالج باور بي سي جي 4 بسرعة 1.25 تمت زيادته إلى 1.33
- معالج باور بي سي جي 4 بسرعة 1.42 تمت زيادته إلى 1.5
- تمت زيادة الكاشي إلى 8 ميجابايت

## ماك مينيكور

### منفبراير2006إلىسبتمبر2006
في فبراير 2006 تم الإعلان على النماذج الجديدة المبنية على معالجات إنتل  مستبدلةً خط الإنتاج القديم المبني على معالجات باور بي سي:
- 1.5 جيجاهرتز إنتل كور سولو، قرص صلب ساتا بسعة 60 جيجابايت، قارئ دي في دي قارئ/حارق سي دي بسعر 599 دولار أمريكي
- 1.66 جيجاهرتز إنتل كور ديو، قرص صلب ساتا بسعة 80 جيجابايت، قارئ/حارق دي في دي قارئ/حارق سي دي بسعر 799 دولار أمريكي

و كلا النموذجين يحتوي على:
- 512 ميجابايت رام قابلة للزيادة إلى 2 جيجابايت.
- أربعة منافذ ناقل متسلسل عام 2.0.
- منفذ واحد السلك الناري 400.
- فتحة إخراج الصوت وفتحة إدخال الصوت.
- منفذ مخرج واجهة رقمية مرئية.
- جيجابت إيثرنت.
- شبكة لاسلكية وبلوتوث.
- حاكوم من أبل وبرنامج فرونت رو
- إنتل جي إم أي 950 بسعة ذاكرة 64 ميجابايت مشتركة مع الذاكرة الرئيسية.

## ماك مينيكور2 ديو

### أغسطس2007
في السابع من أغسطس تم تطوير عتاد وبرامج الماك ميني، متضمناً:
- معالج جديد كور2ديو بسرعة 1.83 و2.0 جيجاهرتز.
- 1 جيجابايت رام (2x512) يصل إلى 2 جيجابايت.
- قرص صلب بسعة 80 جيجابايت و120 جيجابايت.
- بطاقة عرض مرئي من إنتل بسعة 64 ميجابايت مشتركة مع الرام.

### نوفمبر2008
- نظام تشغيل ماك أو أس أكس 10.5.

### مارس2008
في الثالث من مارس تم تطوير الماك ميني ب عتاد جديد بعد 19 شهر من أخر تطوير، متضمناً:
- معالج جديد كور2ديو بسرعة 2.0 جيجاهرتز أو 2.26 جيجاهرتز.
- 1 أو 2 جيجابايت رام (2x512) يصل إلى 4 جيجابايت.
- قرص صلب بسعة 120 جيجابايت و320 جيجابايت.
- بطاقة عرض مرئي من إنفيديا بسعة 128 أو 256 ميجابايت مشتركة مع الرام (1 جيجابايت رام يعطي 128 ميجابايت و2 أو أكثر جيجابايت يعطي 256)
- قارئ/حارق دي في دي.
- تم تبديل السلك الناري 400 بسلك ناري 800.
- تم زيادة منفذ يو إس بي واحد ليصبح المجموع خمسة منافذ.
- مخرج الواجهة الرقمية المرئية تغير إلى منفذ أصغر.

الماك ميني في 2007 لم يكن يدعم آي إي إي إي 802.11n، ولكن أصبح يدعمها في إصدارات 2009. الماك ميني الجديد يحتوي على لوحة أم لديها سرعة نقل 1066 ميجاهرتز مع بطاقة العرض المرئي من إنفيديا بسعة 128 أو 256 ميجابايت مشتركة مع الرام، وهذة المواصفات موجودة في الماك بوك برو الجديد.

## معلومات عامة عن الماك ميني بمعالجاتإنتل

### المودم
على الرغم من أنه تم إزالته تماماً من الماك ميني، إلا أنه يباع بشكل منفصل يوصل في الماك ميني عن طريق الناقل المتسلسل العام وسعره 29 $ دولار أمريكي  أو 169 درهم إماراتي  و199 ريال سعودي.

### مكونات الماك ميني
يحتوي الماك ميني على قرص صلب نوع 2.5 بوصة (من نوع أي تي أي في معالجات الباور بي سي وساتا في معالجات الإنتل)، وحدة المعالجة المركزية والمكونات الداخلية مخصصة للأجهزة الجوالة كالمحمول، مقارنةً بالأجهزة المكتبية التي تكلف أقل ولكن تتطلب طاقة أكثر وتأخذ حيز أكبر من الماك ميني. على حسب ما ذكر من موقع أبل أن الجيل الأول من الماك ميني كان يستهلك 32 - 85 واط بينما الماك ميني المزود
بمعالجات إنتل تستهلك 23 -110 واط. [بحاجة لمصدر]

### الرسوميات
الماك ميني الحالي يحتوي على وحدة معالجة الرسومات من نوع إنفيديا جيفورس 9400إم (بالإنجليزية: nVidia GeForce 9400M)‏ بسعة 128 أو 256 ميجابايت مشتركة مع الرام. قرار استخدام وحدة معالجة الرسومات من إنتل التي كانت تستخدم في الإصدارات الأولى لقي الكثير من النقد خاصة من الأشخاص الذين يلعبون ألعاب حاسوب أو يستخدمون برامج تستخدم رسوميات عالية، والذين شعروا أنها خطوة إلى الوراء من قبل أبل. كانت أبل تسوق للماك ميني جي 4 بأنه يقارن بالحواسيب العادية لوجود وحدة معالجة الرسومات من أيه تي آي راديون 9200 (بالإنجليزية: ATI Radeon 9200)‏ بسعة 32 ميجابايت ، وتعتبر جيفورس 9400إم نموذج تنافسي في الرسوميات في أجهزة الحاسوب الأخرى في فئتها السعرية.

## ماك ميني كمسرح منزلي
الماك ميني مناسب جداً ليكون مسرح منزلي لوجود التطبيقات المناسبة لذلك ولصغر حجمه ووجود سواقة قرص مدمج سي دي ودي في دي وجهاز تحكم عن بعد ومعالج كور2 ديو.

## فتح الجسم الخارجي والتعديلات
بعض مستخدمين الماك ميني قاموا بفتحه باستخدام سكين المعجون (بالإنجليزية: Putty knife)‏ أو قطاعة البيتزا لفتح الماك ميني لكي يقوموا بإضافة ذاكرة عشوائية أرخص من التي تباع من أبل. أما المصدر الرسمي من أبل فقد شرح العملية بطريقة أخرى وبالتفصيل باستخدام أسلاك لسحب البلاستيك الأبيض من الأسفل. وفي حال فتح الغطاء فإن الضمان لا يلغى لكن في حال كسر أي شيء فإن الضمان لا يشمله. أما التعديلات فإنها زيادة الذاكرة العشوائية إلى 4 جيجابايت وترقية كرت الشبكة إلى 802.11 إن. وفي نموذج عام 2009 يمكن تبديلقارئ الأقراص المضغوطة إلى قرص صلب ثاني من نوع ساتا.